# سیکلیدهای خواب‌آلود
سیکلیدهای خواب‌آلود (نام علمی: Nimbochromis) نام یک سرده از تیره سیکلید است.